# Expédition Panhard-Capricorne
L'expédition Panhard-Capricorne est une expédition s'étant déroulée en Afrique australe en 1951.

## Découvertes
Au cours de cette expédition ont notamment été découvertes de nouvelles fresques à l'intérieur des roches de Tsodilo.

## Participants
Deux personnes ont pris part à l'expédition :
- François Balsan, voyageur et entrepreneur français, a réalisé des enregistrements sonores des musiques traditionnelles des populations locales, notamment les Bushmen du Kalahari ;
- Jacques A. Mauduit, dessinateur, a réalisé des centaines de photos de dessins et fresques préhistoriques, ensemble qui fit l'objet de l'exposition Quarante mille ans d'art moderne au musée national d'Art moderne, Paris, 1952, illustré de 240 croquis et 51 photos (en 40 planches).